# Lonicera pulcherrima
Lonicera pulcherrima är en kaprifolväxtart som beskrevs av Ridley. Lonicera pulcherrima ingår i släktet tryar, och familjen kaprifolväxter. Inga underarter finns listade i Catalogue of Life.